# Municipio de San Fernando de Camarones
Municipio de San Fernando de Camarones var en kommun och är en ort i Kuba. Orten ligger i provinsen Provincia de Cienfuegos, i den centrala delen av landet, 240 km öster om huvudstaden Havanna.